# Jezierzyce (Szczecin)

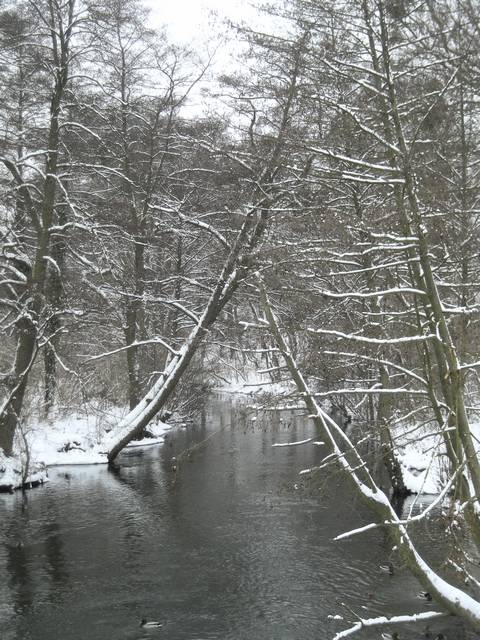
Płonia w Jezierzycach

Jezierzyce (do 1945 niem. Jeseritz) – część miasta Szczecina na osiedlu Płonia-Śmierdnica-Jezierzyce, w odległości ok. 20 km od centrum Szczecina.
Jezierzyce były jedyną częścią obecnego Szczecina, które nie znalazły się w granicach Wielkiego Miasta Szczecina. Osiedle zostało włączone do Szczecina, podobnie jak pobliskie Śmierdnica i Płonia dopiero w 1972 r.; wcześniej należało do ówczesnego powiatu gryfińskiego (gmina Śmierdnica). 
Nazwę wsi Jezierzyce wprowadzono urzędowo w 1947 roku, zastępując poprzednią niemiecką nazwę Jeseritz. Nazwa osiedla pochodzi od słowa "jezioro", ze względu na obecność pobliskich stawów Klasztornego53°20′32,334″N 14°46′59,437″E/53,342315 14,783177, Cysterskiego53°20′25,807″N 14°47′21,221″E/53,340502 14,789228 oraz trzeciego53°20′12,962″N 14°47′43,624″E/53,336934 14,795451największego, który nie ma własnej nazwy geograficznej (staw hodowlany). Przez stawy przepływa rzeka Płonia. Jezierzyce są położone w otoczeniu lasów Puszczy Bukowej i Puszczy Goleniowskiej. 
Głównymi ulicami są Relaksowa i Topolowa, przy których znajduje się większość zabudowań oraz Gościnna prowadząca w kierunku jeziora Miedwie. Do Jezierzyc należy też niemal niezamieszkana część zwana Kłobucko. Komunikację z pozostałymi dzielnicami zapewniają linie autobusowe nr 72 oraz 79 mające na osiedlu swoją pętlę. Do lat 60. lub 70. XX wieku czynna była linia kolejowa z Dąbia przez Stare Czarnowo do wsi Sobieradz a w pobliżu Jezierzyc czynne były 2 stacje kolejowe Wrzosy Pomorskie oraz Kłobucko Gryfińskie. 

## Turystyka
Przez Jezierzyce prowadzą szlaki turystyczne:
- Szlak im. Stanisława Grońskiego
- Szlak przez Wielecki Staw
- Szlak Rekowski

## Galeria zdjęć

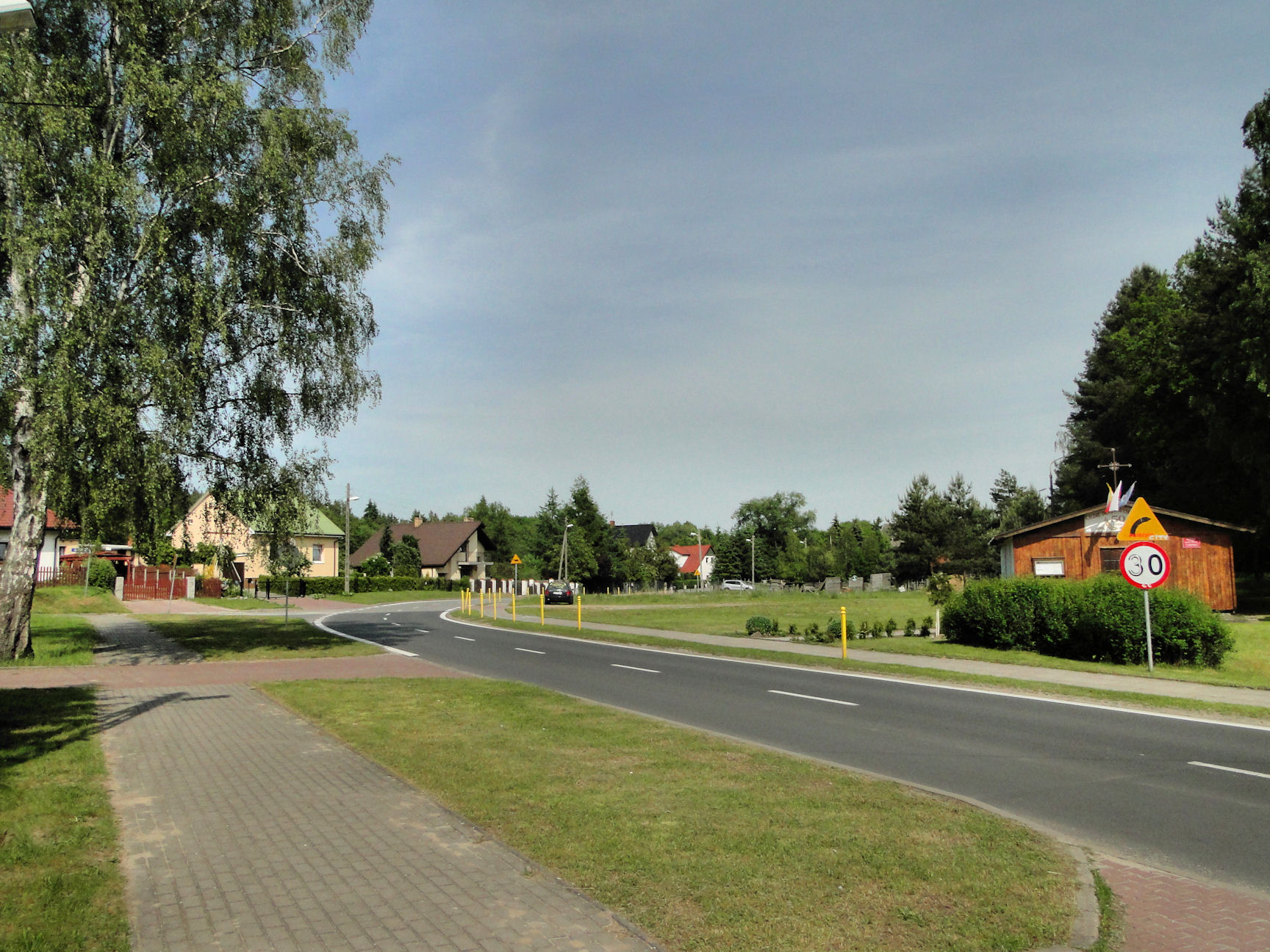
Ul. Topolowa
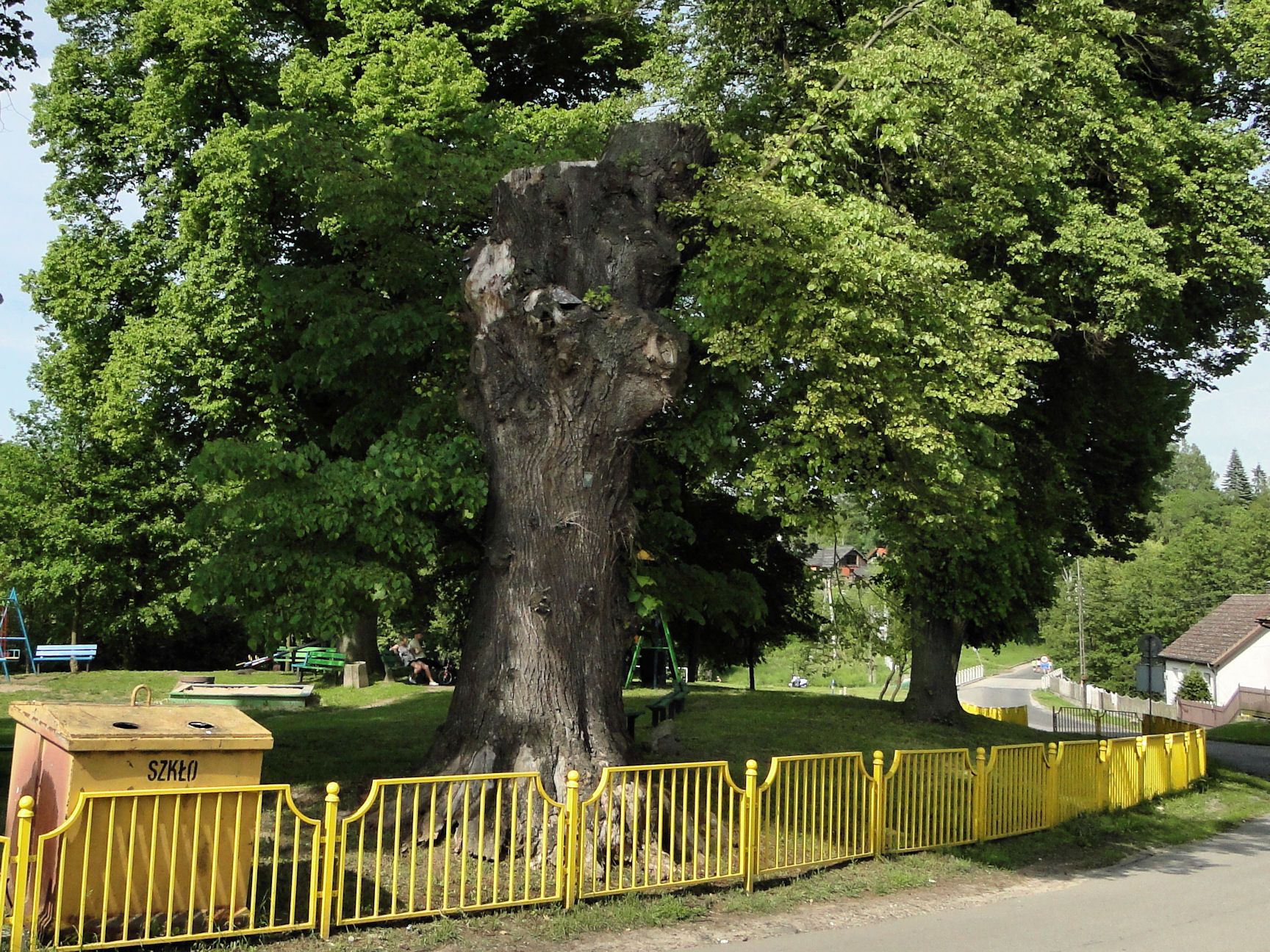
Lipa Walpurga przy pętli autobusowej
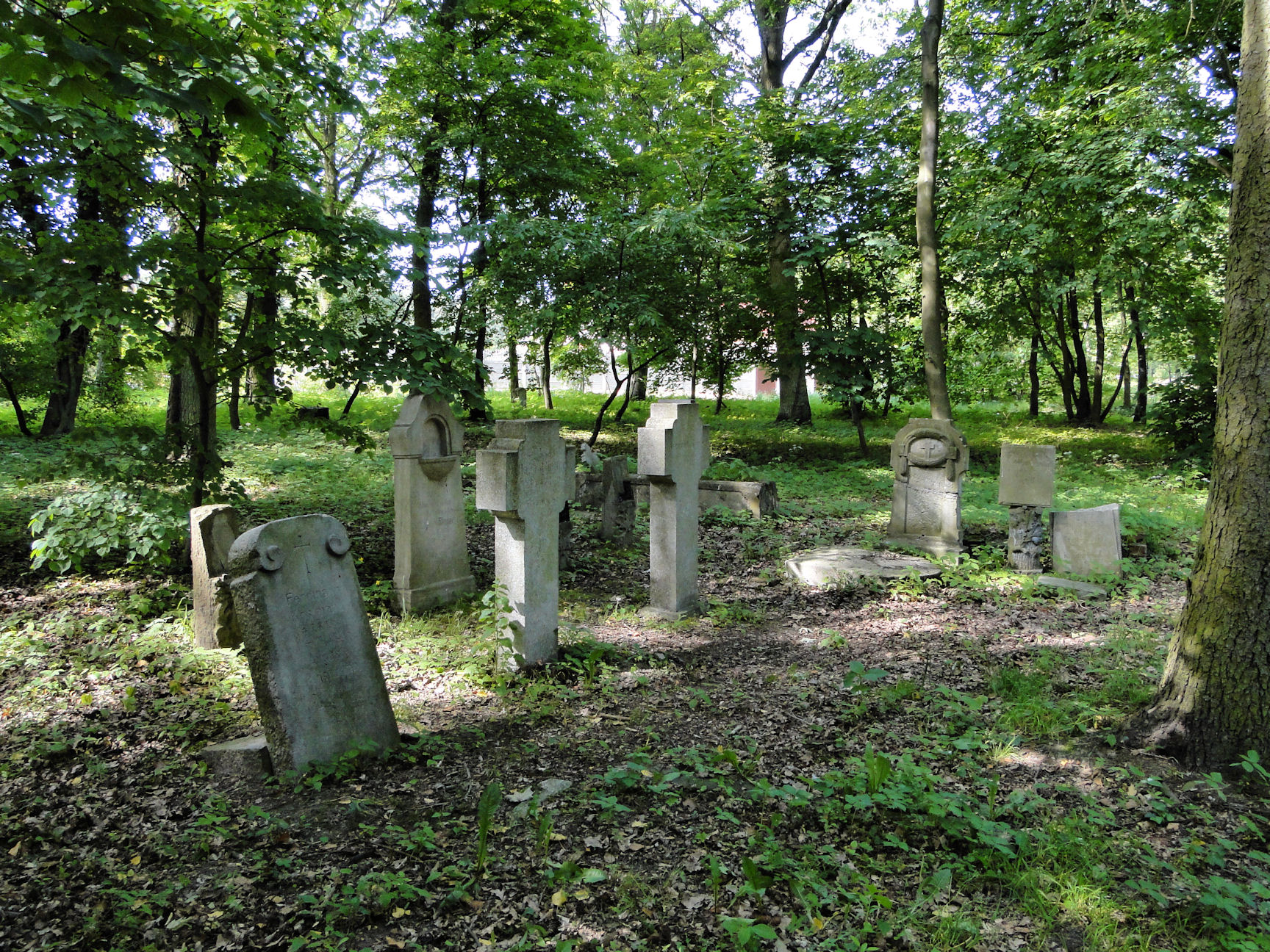
Poniemiecki cmentarz przy ul. Wiewiórczej
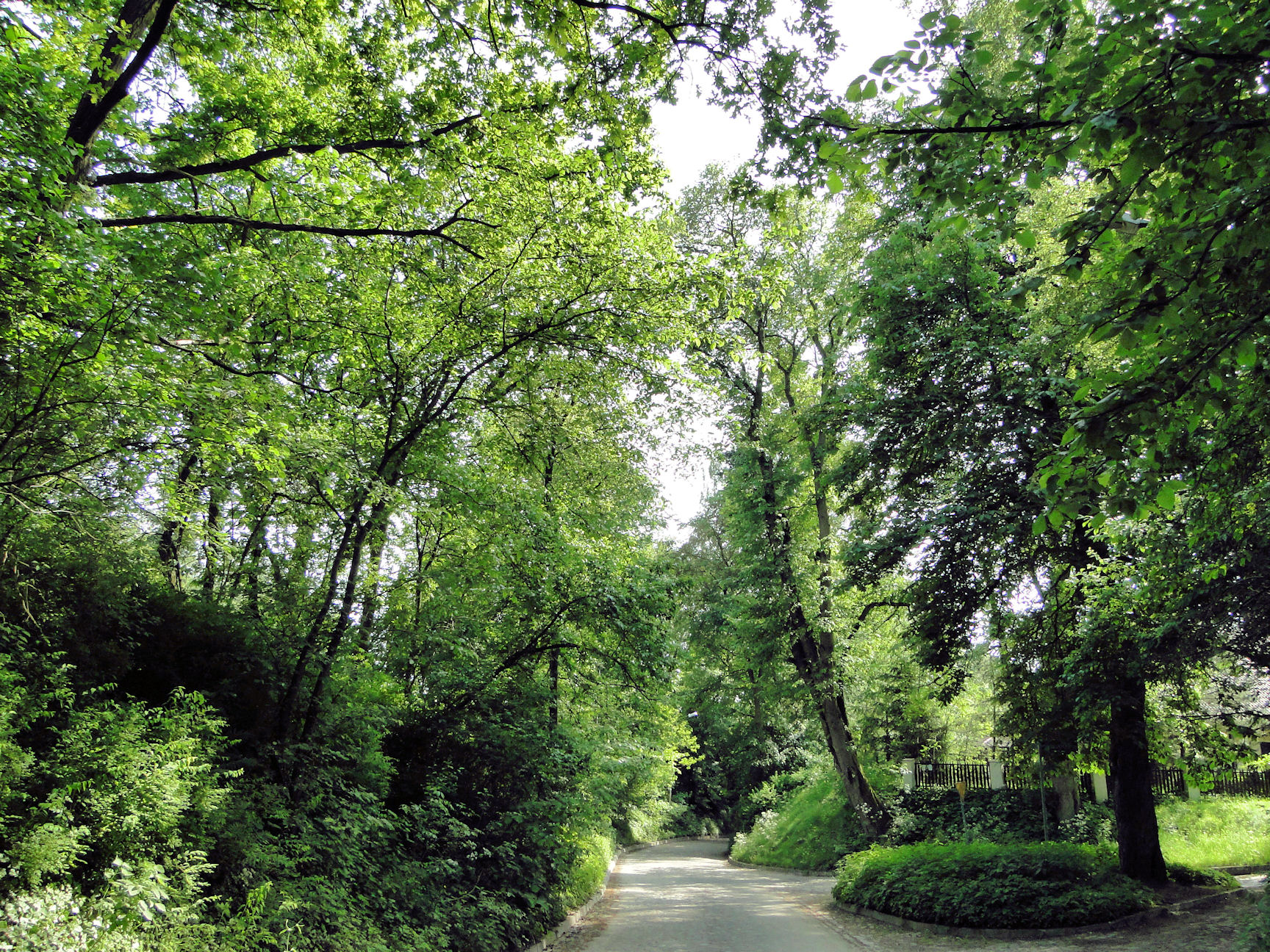
Porośnięta starodrzewem ul. Mostowa
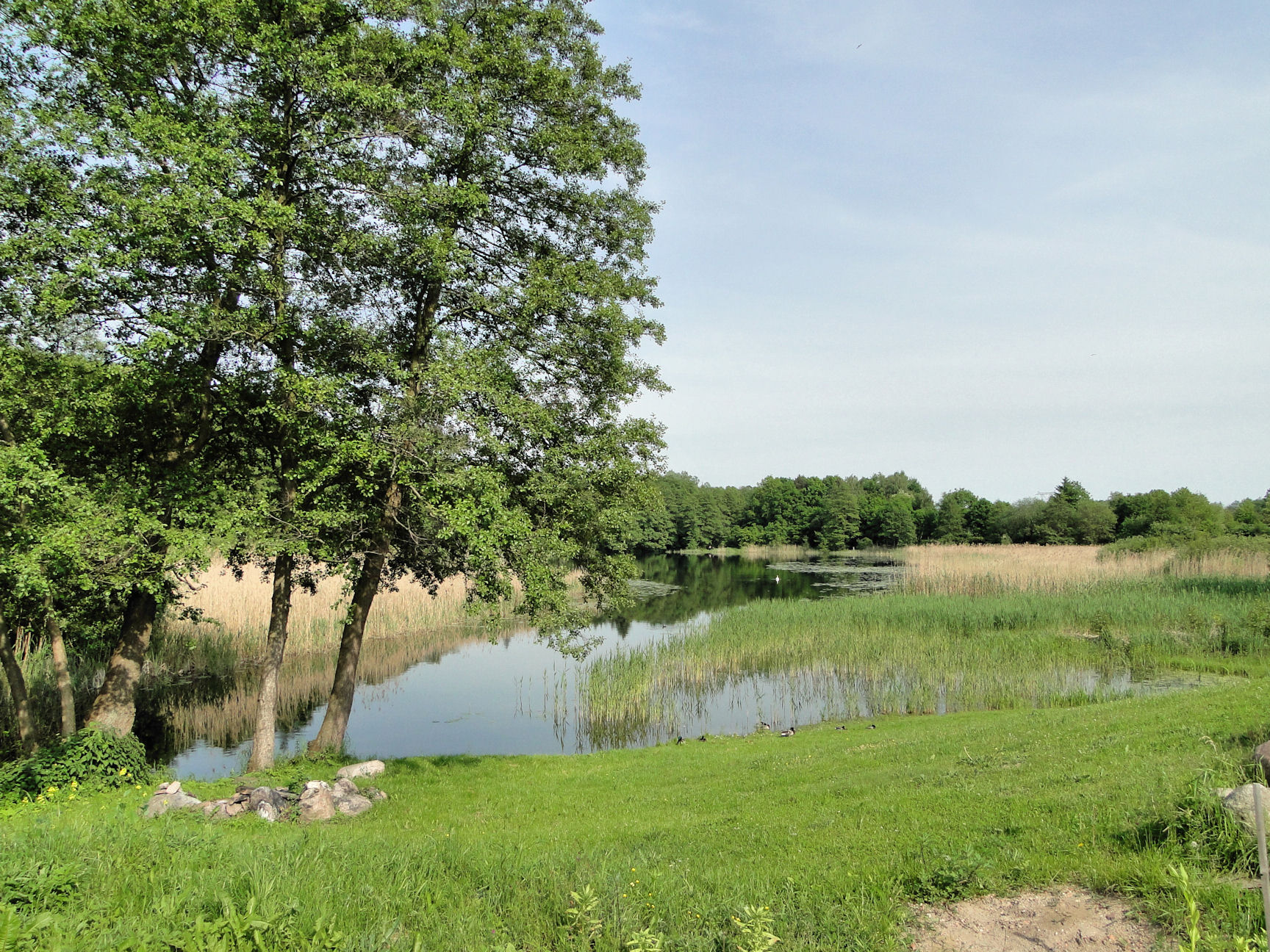
Staw Klasztorny
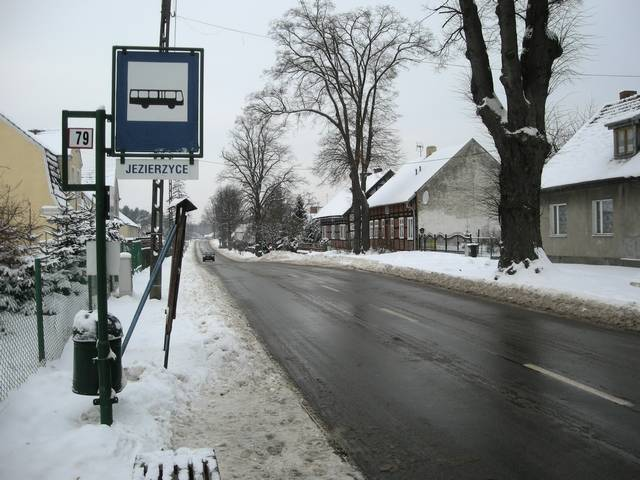
Przystanek końcowy linii 79